# Ząbkowice
Ząbkowice jsou částí města Dąbrowa Górnicza. Jeho součástí se staly v roce 1977. V letech 1962–1975 byly samostatným městem v okrese Będzin. Nachází se 8 km severně od centra města na potoce Trzebyczka.

## Historie
Sídlo je známo už v 15. století.
Lánová vizitace z 16. století uvádí 1 šoltýský lán, 6 osedlých lánů, 2 osedlé čtvrtlány a 3 hospodařící čtvrtníky bez vlastních polí. V 16. století se zde začalo rozvíjet hornictví a výroba vápna. V roce 1559 otevřena zinková huť. V roce 1847 zde byla zprovozněna železniční stanice na trati Vídeň-Varšava. Od roku 1884 probíhá rozvoj sklářství. Roku 1898 vznikly elektrotechnické podniky.